# Edson H. Deal
Edson Hart Deal (* 11. November 1903 in Weiser, Idaho; † 22. April 1967) war ein US-amerikanischer Politiker. Zwischen 1951 und 1955 war er Vizegouverneur des Bundesstaates Idaho.

## Werdegang
Über die Jugend und Schulausbildung von Edson Deal ist nichts überliefert. Er lebte in Nampa im Canyon County und arbeitete in der Versicherungsbranche. Politisch schloss er sich der Republikanischen Partei an. Zwischen 1941 und 1950 saß er im Senat von Idaho. Im Jahr 1944 war er Ersatzdelegierter zur Republican National Convention.
1950 wurde Deal an der Seite von Leonard B. Jordan zum Vizegouverneur von Idaho gewählt. Dieses Amt bekleidete er zwischen dem 1. Januar 1951 und dem 3. Januar 1955. Dabei war er Stellvertreter des Gouverneurs und Vorsitzender des Staatssenats. Im Januar 1967 übernahm er das Amt des Secretary of State seines Staates, das er bis zu seinem Tod am 22. April desselben Jahres bekleidete.
Mit seiner Frau Gwen hatte Edson Deal eine Tochter und zwei Söhne.